# レバントハイタカ

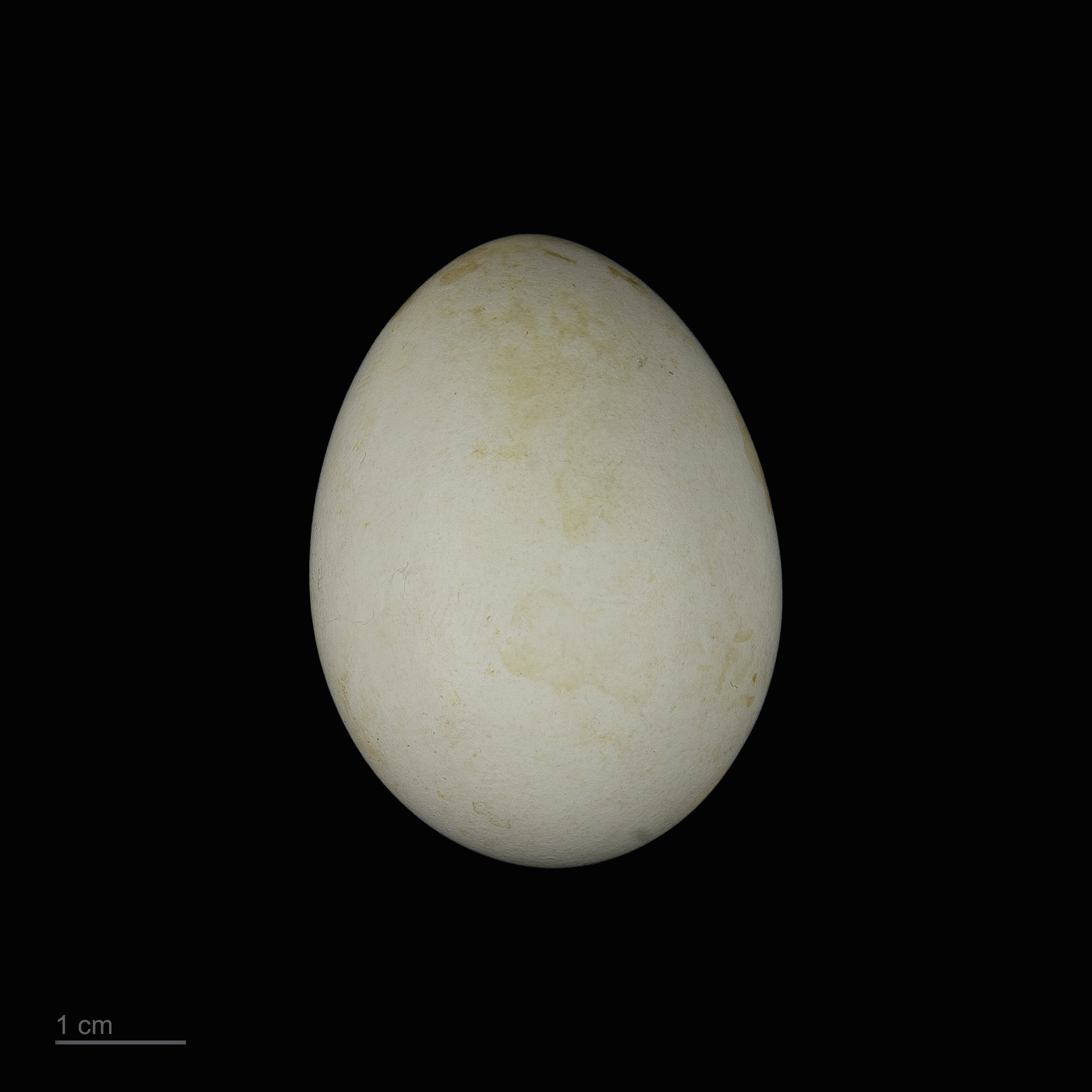
Accipiter brevipes

レバントハイタカ（Accipiter brevipes）は、鳥綱タカ目タカ科オオタカ属に分類される鳥。